# Banjarnegara (kecamatan)
Banjarnegara est un kecamatan (canton) et une ville siège du kabupaten (département) de Banjarnegara dans la province de Java central en Indonésie.

## Communes
Ces communes peuvent être des desas ou kelurahans
- Ampelsari
- Argasoka
- Cendana
- Karangtengah
- Krandegan
- Kutabanjarnegara
- Parakancanggah
- Semampir
- Semarang
- Sokanandi
- Sokayasa
- Tlagawera
- Wangon

## Géographie
Il est traversé la  Serayu River (en) et se situe à environ 55 km du plateau de Dieng.

## Économie
À la différence de Cilacap, ce n'est pas une ville industrielle, et le secteur agricole reste important.

## Langues
On y parle le banyumasan.

## Gastronomie
- Le Dawet ayu (id) est une spécialité locale.